# Maronitische Kerk

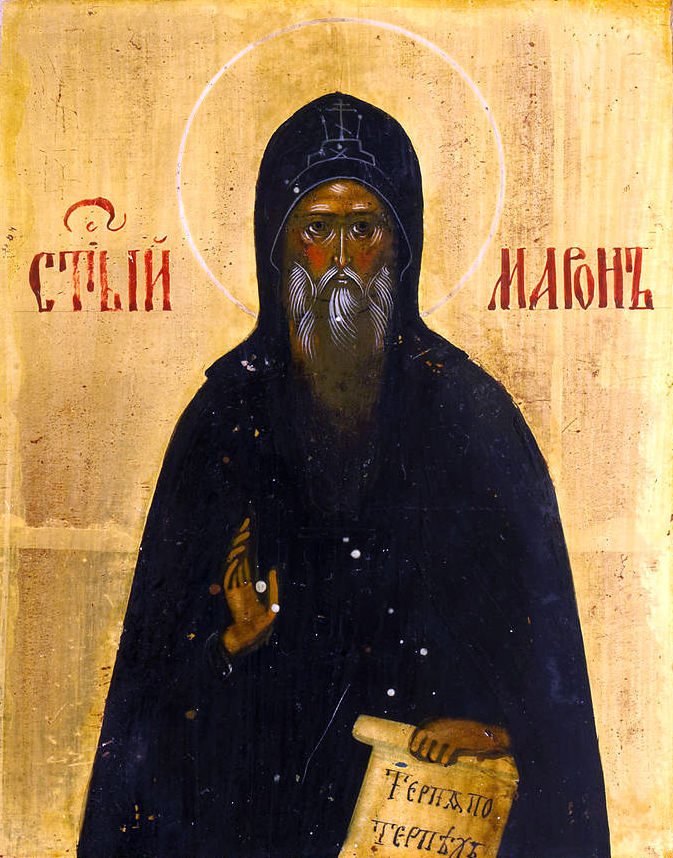
Maron, de stichter van de Maronitische Kerk, op een 19e-eeuwse Russische icoon

De Maronitische Kerk (Syrisch: ܥܕܬܐ ܣܘܪܝܝܬܐ ܡܪܘܢܝܬܐ ܕܐܢܛܝܘܟܝܐ , ʿīṯo suryoyṯo māronaiṯo d'anṭiokia; Arabisch: الكنيسة الأنطاكية السريانية المارونية , al-Kanīsa al-Anṭākiyya al-Suryāniyya al-Māruniyya; Latijn: Ecclesia Maronitarum) behoort tot de oosters-katholieke kerken en volgt de West-Syrische liturgie. De liturgische taal is het Syrisch. Deze Kerk gebruikt de gregoriaanse kalender.

## Geschiedenis
De Maronitische Kerk gaat in haar oorsprong terug tot een klooster, gesitueerd in de Orontesvallei nabij Apamea (Syrië), gesticht door de heilige Maron in het begin van de 5e eeuw.
Het ontstaan van de Maronitische Kerk dient gezien te worden in het kader van de discussies binnen het christendom met betrekking tot de goddelijke en/of menselijke natuur van Christus. De concilies van Nicea (325), Efeze (431) en Chalcedon (451) bogen zich over deze materie en deden een aantal uitspraken.
Het concilie van Chalcedon verklaarde dat in Christus een goddelijke en een menselijke natuur samen bestaan. Naar aanleiding van dit concilie ontstond er een scheiding binnen de Syrische kerkgemeenschap. Het klooster van Maron koos voor Chalcedon. Aangenomen werd dat de Syrisch-Orthodoxe Kerk van Antiochië de leer van het monofysitisme volgde, terwijl deze eigenlijk het miafysitisme volgde.
Het kerkelijk conflict rond Chalcedon leidde tot verdeeldheid binnen het christelijke Byzantijnse Keizerrijk. In de 7e eeuw stelde keizer Heraclius een compris-theologie voor: het monotheletisme (Christus heeft één wil maar twee naturen: een goddelijke en een menselijke). Als loyale aanhangers van de keizerlijke kerkpolitiek aanvaardden de monniken van Maron deze leer. In 681 werd de leer van het monotheletisme echter veroordeeld door het concilie van Constantinopel III. Mede door de verovering van de regio door de moslim-Arabieren (circa 640) raakte de gemeenschap van Maron in een isolement en namen ze de wijzigingen in de kerkelijke leer niet over. Er ontstond een eigen geloofsgemeenschap in West-Syrië bestaande uit monniken en leken-gelovigen.
In de 8e eeuw verhuisde de Maronitische gemeenschap naar het gebergte Libanon. Tijdens de kruistochten kwamen ze opnieuw in contact met het christelijke westen. In de 12e eeuw sloot de Maronitische Kerk zich aan bij de Kerk van Rome. Ze behield wel haar eigen Syrischtalige liturgie en volgt de West-Syrische ritus.
In de jaren 1860-1861 raakten de Maronieten in conflict met de Druzen. De Franse keizer Napoleon III stuurde troepen, die het gebied onder controle brachten. De Turkse sultan stemde erin toe om de Libanon, zoals de streek nu werd genoemd, verregaande autonomie te verlenen, en hij benoemde een christen tot gouverneur. Hieruit ontwikkelde zich na de Eerste Wereldoorlog het Franse mandaatgebied Libanon en na de Tweede Wereldoorlog de Republiek Libanon.
De Maronieten bezetten in deze republiek een aantal sleutelposities in de regering. De president is een maronitisch christen en ook de belangrijke positie van opperbevelhebber van het leger wordt ingevuld door een maronitische christen. De afnemende invloed van Maronieten - vanwege de demografische verschuivingen in Libanon ten gunste van de moslims in combinatie met slechte economische vooruitzichten - leidt sinds het einde van de Libanese burgeroorlog tot een grote emigratie van hoogopgeleide Maronieten uit het land.

## Huidige situatie
Het hoofd van de kerk is sinds 15 maart 2011 Béchara Boutros Raï, patriarch van Antiochië en het hele Oosten van de Maronieten. Hij is de opvolger van Nasrallah Boutros kardinaal Sfeir die van 1986 tot en met februari 2011 patriarch was.
De Maronitische Kerk telt ongeveer 3.500.000 gelovigen waarvan 930.000 in Libanon leven.
Anderen wonen verspreid in het Midden-Oosten. Een vrij grote Maronietengemeenschap woont in Argentinië, Brazilië, de Verenigde Staten, Canada, Mexico en Australië. Op Cyprus leven circa 10.000 Maronieten (vluchtelingen uit de Levant na de kruistochten, inmiddels gehelleniseerd). Eind 19e eeuw vestigde zich een groep Maronitische Libanezen in Suriname. Zij voegden zich bij de Rooms-katholieken en houden heel soms nog eigen diensten in het Arabisch. 